# فرانكلين بوث
فرانكلين بوث (بالإنجليزية: Franklin Booth)‏ هو فنان أمريكي، ولد في 8 يوليو 1874 في كارمل في الولايات المتحدة، وتوفي في 28 أغسطس 1948 في نيويورك في الولايات المتحدة.